# Resident Evil 3: Nemesis
Resident Evil 3: Nemesis is een survival horrorspel dat werd ontwikkeld en uitgegeven door Capcom voor de PlayStation in 1999. Het spel kwam een jaar later ook uit voor Windows en de Dreamcast, en in 2003 voor de GameCube.
Dit spel speelt zich gedeeltelijk parallel af aan het voorgaande deel.

## Verhaal
Het is 28 september 1998. De zombieaanval op Raccoon City is in volle gang. Jill Valentine heeft ontslag genomen bij het S.T.A.R.S Alpha team. Ze zit samen met Dario Rosso ondergedoken in een garage ergens in de binnenstad. Ze besluit echter om niet langer te wachten op redding en waagt zichzelf gewapend en wel over de straten van Raccoon City richting het politiebureau. In een bar komt ze S.T.A.R.S Alfa teamlid Brad Vickers tegen. Hij vertelt haar over de Nemesis, een gruwelijk monster dat het gemunt heeft op de S.T.A.R.S teamleden. Aangekomen bij het politiebureau slaat het wezen ook daadwerkelijk toe. Brad wordt gedood en Jill weet nog maar nauwelijks te ontsnappen.
Jill besluit op zoek te gaan naar een uitweg uit de stad. Ze ontmoet de drie soldaten Carlos, Nicolai en Mikail. De drie soldaten zijn lid van de UBCS (Umbrella Biohazard Countermeasure Service)en zijn gestuurd om het al uit de hand gelopen G-Virus incident in eerste instantie te beperken. De drie hebben echter ook de hoop verloren en besluiten samen met Jill in een tram richting de kerktoren af te reizen. Tijdens de rit naar de kerktoren valt de Nemesis aan en offert Mikail zich op door een granaat te ontsteken in de hoop de Nemesis ook te doden. De tram ontspoort en Jill en Carlos worden gedwongen een noodstop te maken. Als Jill bijkomt is ze aangekomen bij de kerktoren. In de kerktoren komt ze erachter dat, wanneer ze de bel luidt, dit wordt gezien als een noodsignaal. Zodoende luidt Jill de klok en een reddingshelikopter verschijnt. De Nemesis verschijnt echter ook en blaast met zijn bazooka de helikopter op. Een strijd tussen Jill en de Nemesis volgt. In deze strijd wordt Jill geïnfecteerd met het virus. Carlos komt te hulp maar wordt geraakt door een van de raketten van de Nemesis en raakt bewusteloos. Jill verwondt de Nemesis zodanig dat hij in elkaar zakt en vermoedelijk dood is. Ook Jill zakt in elkaar.
Als ze bijkomt, ligt ze in een kapel. Ze vraagt Carlos om een tegengif voor haar infectie te zoeken. In het dichtstbijzijnde ziekenhuis gaat Carlos op zoek naar een geneesmiddel. Hij komt Nicolai tegen en komt erachter dat hij een verrader is die het G-Virus in handen probeert te krijgen. Carlos vindt het tegengif voor Jill's infectie. Nicolai probeert Carlos te vermoorden door een bom te plaatsen in het ziekenhuis maar Carlos weet te ontsnappen. Carlos dient Jill het tegengif toe en Jill herstelt. Ze plannen samen om via het Raccoon City park naar de verlaten fabriek aan de stadsgrens op zoek te gaan naar een uitweg. Ze komen er echter achter dat de Nemesis niet dood is en zelfs is geëvolueerd tot nog iets veel schrikbarenders en sterkers dan ooit tevoren. Ze weten echter samen tot de fabriek door te dringen. Carlos vertelt Jill hier dat hij gehoord heeft dat de overheid van plan is bij zonsopgang een raket op Raccoon City te lanceren.
Tijdens een laatste confrontatie tussen Jill en Nicolai, steelt Nicolai de reddingshelikopter voor haar neus weg en wordt de raket gelanceerd. In een race tegen de klok voordat de raket zijn doel bereikt, breekt ook de laatste confrontatie met de ultiem geëvolueerde Nemesis aan. Met een elektrisch geladen geweer valt Jill de Nemesis aan. Als het monster even later krioelend op de grond rond spartelt, maakt Jill het wezen vervolgens af door met een magnum het beest een dodelijke lading lood tussen zijn schedel te pompen. Met de hulp van S.T.A.R.S teamlid Barry ontsnappen Jill en Carlos in een tweede helikopter uit Raccoon City. De raket raakt ten slotte zijn doel en Raccoon City wordt van de kaart weggevaagd.

## Platforms
| Jaar | Platform           |
| ---- | ------------------ |
| 1999 | PlayStation        |
| 2000 | Windows, Dreamcast |
| 2003 | GameCube           |

## Ontvangst
Resident Evil 3: Nemesis ontving positieve recensies. Op aggregatiewebsite GameRankings heeft de PlayStation-versie een score van 88%. Men prees de graphics en gameplay die overtuigend overkomen, kritiek was er op de korte speelduur en de matige stemmen.